# Universiada de 1963
La Universiada de 1963 fue la tercera edición de las Universiadas que se llevaron a cabo en Porto Alegre, Brasil.

## Medallero
País organizador
| #     | País                | Oro | Plata | Bronce | Total |
| ----- | ------------------- | --- | ----- | ------ | ----- |
| 1     | Unión Soviética     | 19  | 12    | 3      | 34    |
| 2     | Hungría             | 18  | 13    | 6      | 37    |
| 3     | Alemania Occidental | 10  | 11    | 14     | 34    |
| 4     | Japón               | 9   | 3     | 6      | 18    |
| 5     | Reino Unido         | 4   | 6     | 3      | 13    |
| 6     | Italia              | 3   | 5     | 10     | 18    |
| 7     | Polonia             | 2   | 1     | 0      | 3     |
| 8     | Brasil              | 2   | 0     | 9      | 11    |
| 9     | Francia             | 1   | 6     | 3      | 10    |
| 10    | Cuba                | 1   | 2     | 5      | 8     |
| 11    | Checoslovaquia      | 1   | 2     | 0      | 3     |
| 12    | Perú                | 0   | 1     | 2      | 3     |
| 12    | España              | 0   | 1     | 2      | 3     |
| 14    | Países Bajos        | 0   | 1     | 1      | 2     |
| 14    | Sudáfrica           | 0   | 1     | 1      | 2     |
| 16    | Suiza               | 0   | 1     | 0      | 1     |
| 16    | Uruguay             | 0   | 1     | 0      | 1     |
| 18    | Bélgica             | 0   | 0     | 1      | 1     |
| 18    | Chile               | 0   | 0     | 1      | 1     |
| 18    | Luxemburgo          | 0   | 0     | 1      | 1     |
| 18    | Yugoslavia          | 0   | 0     | 1      | 1     |
| Total | Total               | 70  | 67    | 69     | 206   |

- Datos: Q1150808